# Faserkalk
| ❮ | System          | Serie    | Stufe      | ≈ Alter (mya) |
| ❮ | später          | später   | später     | jünger        |
| - | --------------- | -------- | ---------- | ------------- |
| ❮ | P a l ä o g e n | Oligozän | Chattium   | 23,03 ⬍ 28,1  |
| ❮ | P a l ä o g e n | Oligozän | Rupelium   | 28,1 ⬍ 33,9   |
| ❮ | P a l ä o g e n | Eozän    | Priabonium | 33,9 ⬍ 38     |
| ❮ | P a l ä o g e n | Eozän    | Bartonium  | 38 ⬍ 41,3     |
| ❮ | P a l ä o g e n | Eozän    | Lutetium   | 41,3 ⬍ 47,8   |
| ❮ | P a l ä o g e n | Eozän    | Ypresium   | 47,8 ⬍ 56     |
| ❮ | P a l ä o g e n | Paläozän | Thanetium  | 56 ⬍ 59,2     |
| ❮ | P a l ä o g e n | Paläozän | Seelandium | 59,2 ⬍ 61,6   |
| ❮ | P a l ä o g e n | Paläozän | Danium     | 61,6 ⬍ 66     |
| ❮ | früher          | früher   | früher     | älter         |

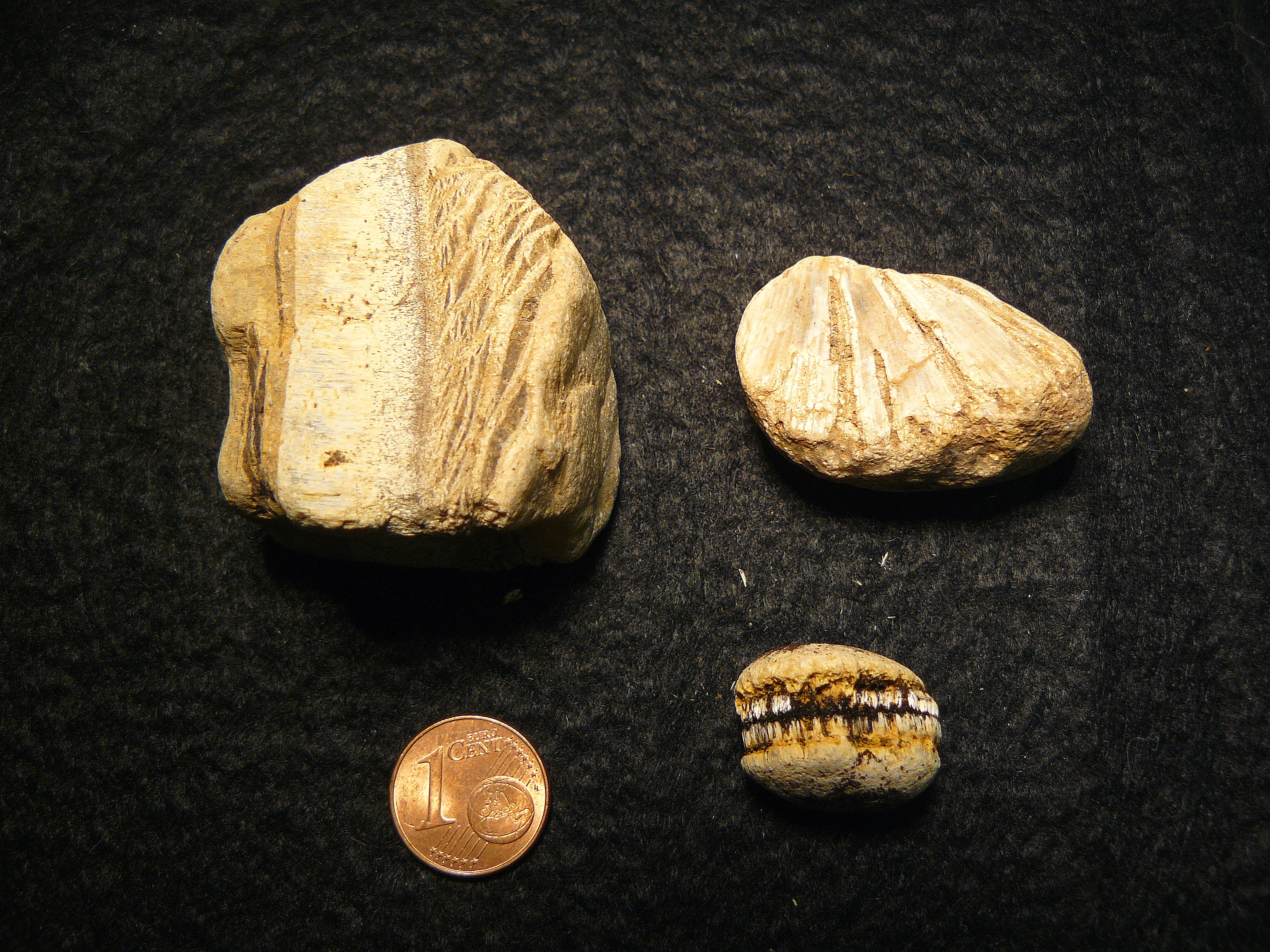
Faserkalke aus weichselzeitlichem Geschiebe aus Schleswig-Holstein. Die beiden oberen Objekte zeigen einen asymmetrischen Faserverlauf, das Objekt unten neben dem Centstück stark verwittert mit deutlich erkennbarer Naht

Faserkalk ist die Bezeichnung für eine Erscheinungsform von Calcit (Calciumcarbonat), wie er im norddeutschen Geschiebe, vornehmlich im östlichen Schleswig-Holstein und im Norden von Mecklenburg-Vorpommern, gefunden wird. 
Es handelt sich um fasrig aufgebauten Kalk, der von einer durch vulkanische Aktivitäten im Eozän entstandenen Tufflage ausgehend nach oben und unten in die umgebenden tonigen Lagen gewachsen ist. Die Tufflage bildet mithin eine Art Nahtstelle der von hier zumeist rechtwinklig zur Anwachsfläche auseinanderstrebenden Kalkfasern, deren Querschnitt zwischen 5 und mehr als 100 µm beträgt. Die gelegentlich zu findende Erklärung, die Fasern seien in einem Hohlraum aufeinander zugewachsen und bildeten am Ort ihres Zusammentreffens eine Naht, dürfte hingegen nicht zutreffen. Die Naht ist bei den meisten Fundstücken noch gut zu erkennen. Fehlt sie, handelt es sich um ein an dieser Stelle auseinandergebrochenes Stück. 
Die heute am Ostseestrand und in Kiesgruben nicht selten zu findenden erbsen- bis faustgroßen Faserkalke sind meist von gelblich-grauer, mitunter auch grünlicher Färbung. An der mecklenburgischen Ostseeküste treten infolge geringen Mangangehaltes auch rosafarbene Faserkalke auf, sind aber selten. Faserkalke weisen an ihrer Oberfläche, parallel zur Nahtfläche, mitunter eine nagelkopfähnliche Struktur auf und können leicht mit fossilem Holz verwechselt werden. Unter dem Binokular zeigt fossiles Holz jedoch stets eine Zellstruktur, Faserkalk hingegen nicht. 
Kalzit ist ein recht weiches Material (Mohshärte 3), das sich gut bearbeiten lässt. Schleift und poliert man Faserkalke, so entsteht eine samtig glänzende Oberfläche. Aus unverwitterten Faserkalkstücken wird daher gelegentlich Schmuck hergestellt. Hierauf ist die mitunter verwendete Bezeichnung „Ostseejade“ zurückzuführen, wobei der Faserkalk mit Jade im mineralogischen Sinne nichts zu tun hat. Weitere Bezeichnungen sind „Holsteiner Bernstein“ und „Friesengold“. 